# Berchișești
Berchişeşti é uma comuna romena localizada no distrito de Suceava, na região de Bucovina. A comuna possui uma área de 16.65 km² e sua população era de 2851 habitantes segundo o censo de 2007.